# 和田絵莉
和田 絵莉（わだ えり、1989年6月4日 - ）は、日本の元タレント、元グラビアアイドル。

## 経歴
兵庫県出身。2011年夏にデビュー。
2015年からフリップアップに所属し、芸名を沖 絵莉（おき えり）に改名している。

## 出演

### テレビ

#### バラエティ
- TOKYOヒットガール（NTV、2011年10月13日 - 2012年9月27日）[1]
- BSブランチ（BS-i、2011年11月5日 - ）
- 女神降臨 #38（MONDO TV、2012年3月2日）[4]
- ドキッ！丸ごと水着 女だらけの水泳大会（フジテレビONE、2014年6月7日)

#### ドラマ
- ドラマ24撮らないで下さい!!グラビアアイドル裏物語（テレビ東京）[1] - ワダエリ役
- サイレーン　刑事×彼女×完全悪女（KTV、2015年10月20日[5], 10月26日[6], 11月3日[7]）

### パチンコ
- 平和『CRドキッ!丸ごと水着 女だらけの水泳大会 アイドルだらけで困っちゃうング!!!』（2014年）

## 作品

### DVD
1. 「Eri-ism -エリズム-」（2011年8月27日、晋遊舎）
2. 「especially」（2011年11月18日、竹書房）[2]
3. 「surprise!」（2012年2月22日、トリコ）
4. アイドルワン「ERIAL」（2012年5月20日、ラインコミュニケーションズ）
5. d-BOMB「ラブトリップ」（2012年8月22日、学研パブリッシング）
6. i-girl「WanDa」（2012年11月30日、エスデジタル）[8]
7. 「わだつみ」（2013年2月21日、ギルド）[1]